# ستفان کارادژووو
ستفان کارادژووو (به بلغاری: Stefan Karadzhovo) یک منطقهٔ مسکونی در بلغارستان است که در استان یامبول واقع شده‌است.
 ستفان کارادژووو ۴۷٬۲۳۴ کیلومتر مربع مساحت و ۴۹۲ نفر جمعیت دارد و ۲۳۰ متر بالاتر از سطح دریا واقع شده‌است.